# Theatre Academy
戏剧学院公司（日语：株式会社テアトルアカデミー）是日本一所综合演员培训机构及经纪公司。

## 公司简介
戏剧学院公司于1980年创建。其主要业务包括演员培训、演出交涉，以及电视、电影和广告等策划制作部门的执行工作。
截止2014年7月，公司在日本全国拥有10所培训学校。
从0岁到初中毕业生的签约演员或培训生都隶属公司的附属儿童剧团“宇宙剧团（劇団コスモス）”。 其中，0岁到2岁被分配到“婴儿部”；而3岁到初中毕业阶段则被分配到“少儿部”。 少儿部还被细分为3岁到6岁的“幼儿部”；小学生阶段的“儿童部”和初中生阶段的“初中部”。
初中毕业后，大家都自动编入到“戏剧学院”。 随后，大家还会被移籍到“类Production”或“AT Production”两家经纪公司。

## 公司现属艺人

### 資深
- 小島法子（日语：小島法子）

### 成年部门
男性
- 浅野優貴（日语：浅野優貴）
- 谷山毅（日语：谷山毅）
- 水沼天孝（日语：水沼天孝）
- 渡邉奏人（日语：渡邉奏人）

女性
- 飯野茉優（日语：飯野茉優）
- 竹内夢（日语：竹内夢）
- 原舞歌（日语：原舞歌）
- 松浦愛弓（日语：松浦愛弓）

### 少儿部门
男性
- 秋間将汰（日语：秋間将汰）
- 菊地慶（日语：菊地慶）
- 黒澤宏貴（日语：黒澤宏貴）
- 古賀瑠
- 須田琉雅（日语：須田琉雅）
- 須田瑛斗（日语：須田瑛斗）
- 髙橋來
- 田中理勇（日语：田中理勇）
- 水野哲志（日语：水野哲志）
- 横山歩（日语：横山歩）

女性
- 遠藤璃菜
- 栗本有規（日语：栗本有規）
- 小林星蘭（日语：小林星蘭）
- 鈴木夢（日语：鈴木夢）
- 須田理央
- 谷花音
- 西澤愛菜（日语：西澤愛菜）

### 偶像·音乐家部门
- Mrs. GREEN APPLE
- SiAM&POPTUNe（日语：SiAM&POPTUNe）
- sora tob sakana（日语：sora tob sakana）
- ミルキーベリー（日语：ミルキーベリー）
- SNOW CRYSTAL（日语：SNOW CRYSTAL）
- 札幌偶像班（日语：アイドルクラスサッポロ）
- Anna
- RHYTHM COLLECTION（日语：RHYTHM COLLECTION）

## 公司曾属艺人
- 佐藤瑠生亮
- 小林海人（日语：小林海人）
- 本田望結
- 庄司龍成（日语：庄司龍成）
- 秋山悠介（日语：市川福太郎 (3代目)）
- 林遼威（日语：林遼威）
- 安達直人（日语：安達直人）
- 日高里菜
- 村瀬継太（日语：村瀬継太）
- 野村涼乃（日语：野村涼乃）
- 中野勇士（日语：中野勇士）
- 大谷美貴
- 松元環季（日语：松元環季）
- 成田翔吾（日语：成田翔吾）
- 鈴木康太（日语：鈴木康太）
- 小杉茂一郎（日语：小杉茂一郎）
- 栗林里奈（日语：栗林里奈）
- 甲野 優美（日语：香乃ゆうみ）
- 清田陽平（日语：清田陽平）
- 荒井賢太
- 小林大祐（日语：小林大祐）
- 鈴木コウタ（日语：鈴木コウタ）
- 鎗田千裕（日语：鎗田千裕）
- 六車勇輝（日语：六車勇輝）
- 名波海紅（日语：名波海紅）
- 萬歳恵子（日语：萬歳恵子）
- 稲垣鈴夏（日语：稲垣鈴夏）
- 平澤宏宏路
- 本川翔太（日语：本川翔太）
- 鏑木海智（日语：鏑木海智）
- 松本春姫（日语：松本春姫）
- 高橋光臣
- 内野謙太（日语：内野謙太）
- 富岡涼（日语：富岡涼）
- 石井一孝（日语：石井一孝）
- 住田隆（日语：住田隆）
- 德山秀典
- 丸山歩夢（日语：丸山歩夢）
- 若林瑠星（日语：若林瑠星）
- 伊澤柾樹（日语：伊澤柾樹）
- 森迫永依
- 本假屋唯香
- 福田明日香
- AYUSE KOZUE（日语：AYUSE KOZUE）
- TOSHINARl（日语：TOSHINARl）
- 越智千惠子
- 神戶美有紀
- 池田愛（日语：池田愛 (1988年生)）
- 篠川桃音（日语：篠川桃音）
- 天野心愛
- 村瀬迪与
- 安生悠璃菜（日语：安生悠璃菜）
- 森憩斗（日语：森憩斗）
- 工藤明（日语：工藤あかり）
- 小西結子（日语：小西結子）
- 富田望生（日语：富田望生）
- 亀井有馬（日语：亀井有馬）
- 重廣礼香（日语：重廣礼香）
- 野原璃乙（日语：野原璃乙）
- 藤野涼子
- 木村真那月
- choco☆milQ（日语：choco☆milQ）（現・CHOCO★MILQ（日语：choco☆milQ））
- 中谷一馬（日语：中谷一馬）（衆議院議員）
- 足立英昭（日语：足立英昭）